# Donja Borina
Donja Borina (cyr. Доња Борина) – wieś w Serbii, w okręgu maczwańskim, w gminie Mali Zvornik. W 2011 roku liczyła 1523 mieszkańców.